# Tim Johnson (giocatore di football americano)
Timothy Johnson (Sarasota, 29 gennaio 1965) è un ex giocatore di football americano statunitense che ha giocato nel ruolo di defensive tackle nella National Football League (NFL). Al college giocò a football alla Pennsylvania State University.

## Carriera professionistica
Johnson fu scelto nel corso del sesto giro (141º assoluto) del Draft NFL 1987 dai Pittsburgh Steelers con cui rimase fino al 1989. Nel 1990  firmò coi Washington Redskins, con cui disputò sei stagioni e nel 1991 vinse il Super Bowl XXVI battendo i Buffalo Bills. L'ultima stagione della carriera la passò con i Cincinnati Bengals nel 1996.

## Palmarès

### Franchigia
- Super Bowl : 1

Washington Redskins: XXVI
- National Football Conference Championship: 1

Washington Redskins: 1991

### Individuale
- Convocazioni al Pro Bowl: 1

1993

## Statistiche
| Partite totali | 146  |
| Sack           | 31,5 |
| Intercetti     | 1    |